# 民族路 (蘆洲區)
民族路（英語：Minzu Rd.）是新北市蘆洲區市區、樓仔厝、水湳地區的主要道路，商店林立，全長2.3公里。

## 路線
全線皆位於蘆洲區境內，起點為與三民路交會處，以側C字形繞向北方再與三民路交會一次，終點與中正路交會，全長2.3公里。

### 交會道路
- 市道103號三民路（交會兩次）[註 1]
- 鷺江街
- 民權路（交會兩次）
- 信義路
- 中興街
- 北64線復興路
- 民義街
- 仁愛街
- 水湳街
- 北63線中正路

## 周邊狀況
此路南端靠近信義路、復興路附近，舊地名溪墘、土地公厝、樓仔厝一帶在清治時期乾隆年間便由福建泉州府同安縣兌山鄉李姓族人進行開發，為蘆洲較早開發的地區之一；北端民權路、舊地名樓仔厝一帶早期則為農業區，主要生產蔬菜。此區域因為開發較早，故建築物老舊且密度高、街道多狹窄彎曲。:346-347
此路也是舊市區與蘆北工業區的界線:346-347、351，中段雙數號側由於較靠近工廠、巷弄狹窄、多為公寓，所以房價相對較低，也有屋價落差大的情形，曾發生相對兩條巷子內的中古大樓，靠工廠側每坪28萬成交，另一側卻每坪36萬成交之事。頭尾兩端則由於連接主要幹道三民路、靠近捷運站房價較高，不過整體而言仍較蘆洲其他地區房價低。

## 沿線設施
- 新北市蘆洲區鷺江國民小學暨蘆荻社區大學（7號）[4]
- 全聯福利中心蘆洲民權店（31號1樓）[5]
- 中國信託商業銀行東蘆洲分行（135號1樓）[6]
- 樓仔厝玉清宮（150號）：主祀中壇元帥[1][7]
- 板信商業銀行蘆洲分行（258號）[8]
- 中華郵政蘆洲民族路郵局（三重20支，271號）：民國81年（1992年）設立[9]
- 水河簡易綠美化據點、胡公媽廟（422巷底）：民國101年（2012年）10月由新北市政府將閒置公有地綠化而成[1][10]
- 新北市蘆洲區仁愛國民小學（488號）[11]

### 公車站牌
該路公車站牌由道路起點向終點沿途設置如下：
- 鷺江國小（民族路）
- 大慶社區
- 玉清宮
- 信義里
- 樓厝一
- 民族民義街口
- 仁愛街口
- 仁愛國小

## 註解
1. 1 2 3 4  按照民國110年（2021年）3月27日Google地圖查詢結果編纂[1]